# 7 Batalion Rozpoznawczy
7 Batalion Rozpoznawczy (7 br) – pododdział rozpoznawczy ludowego Wojska Polskiego.
Batalion został sformowany w 1948 roku we Wrocławiu, według etatu Nr 5/47 z 30 marca 1949 roku o stanie 316 wojskowych i 9 pracowników kontraktowych. Wchodził w skład 10 DPanc i 10 DZ. Stacjonował w garnizonach: Strzegomiu i Opolu, a w latach 1970–1994, w garnizonie Brzeg. W 1995 roku został przemianowany na 5 Batalion Rozpoznawczy.

## Struktura organizacyjna
dowództwo i sztab
- kompania rozpoznawcza na BRDM
  - 2 plutony rozpoznawcze
  - pluton rozpoznawczy płetwonurków
- kompania rozpoznawcza na BWP-1
  - 3 plutony rozpoznawcze
- kompania specjalna
  - grupa dowodzenia
  - 5 grup rozpoznawczych
  - grupa płetwonurków
  - grupa łączności

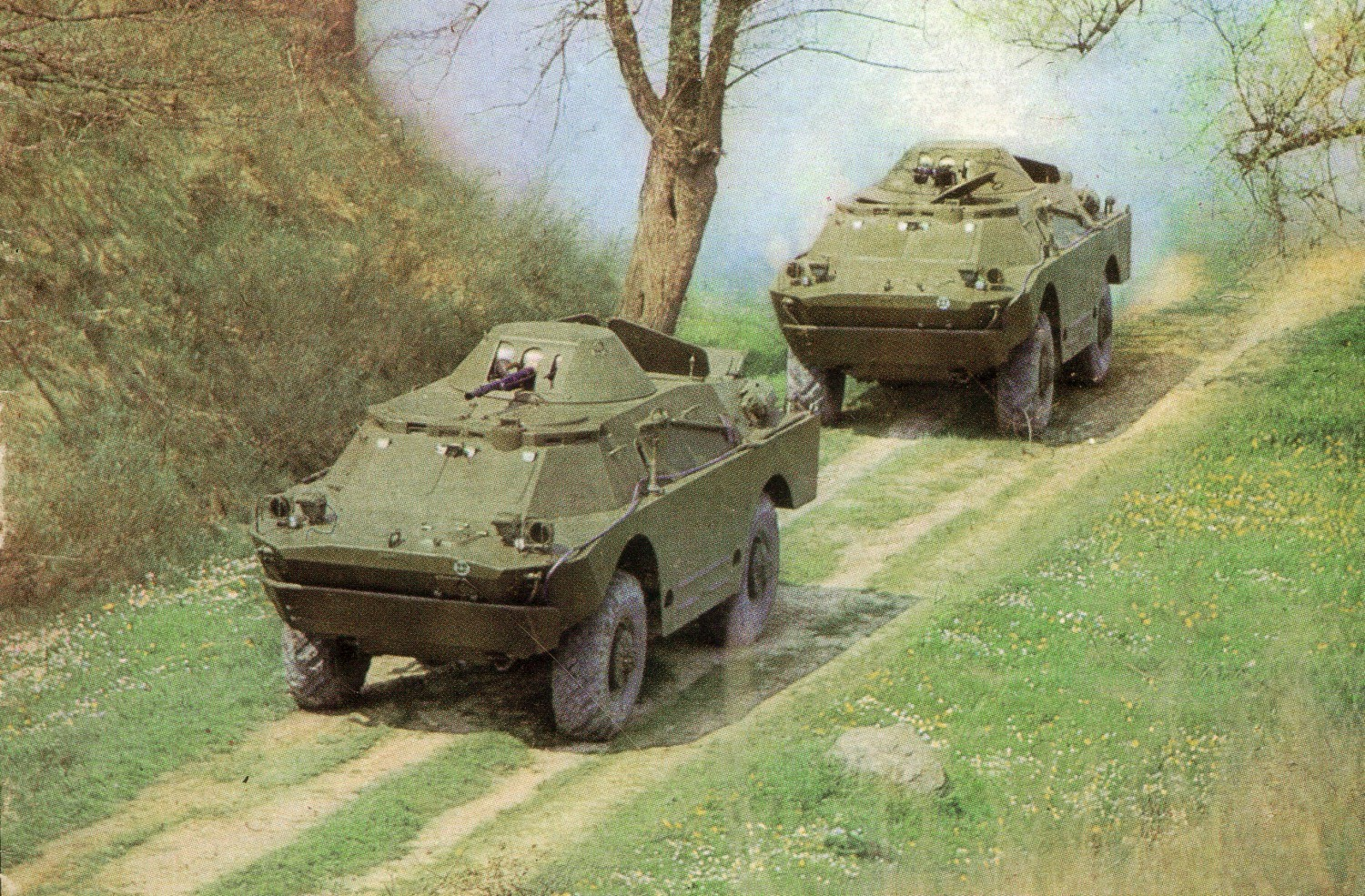
BRDM-2 – wóz rozpoznawczy 1 kr

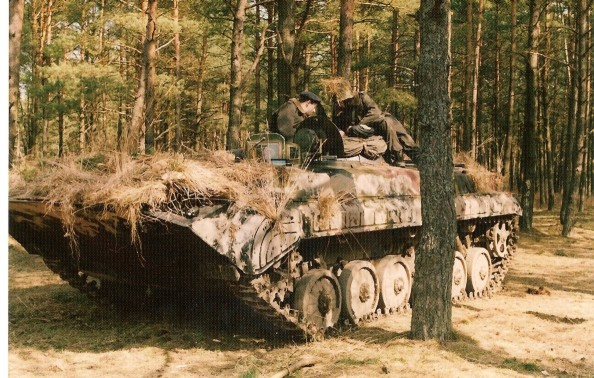
BWP 1- wóz na wyposażeniu 2 kr

  - instruktor spadochronowy + układacz spadochronów
- kompania rozpoznania radioelektronicznego
  - grupa analizy informacji
  - pluton rozpoznania systemów radiolokacyjnych
  - pluton rozpoznania radiowego UKF
  - pluton namierzania radiowego UKF
- pluton technicznego rozpoznania pola walki
- pluton łączności
- pluton remontowy
- pluton zaopatrzenia
- pluton medyczny

## Żołnierze batalionu
Dowódcy batalionu
- mjr Stanisław Tryk (był w 1956)[4]

Oficerowie
- Mieczysław Bieniek